# Ökvattnet (Skellefteå socken, Västerbotten)
Ökvattnet är en sjö i Skellefteå kommun i Västerbotten och ingår i Bureälvens huvudavrinningsområde. Sjön har en area på 0,466 kvadratkilometer och ligger 38 meter över havet. Sjön avvattnas av vattendraget Noret.

## Delavrinningsområde
Ökvattnet ingår i det delavrinningsområde (718229-174623) som SMHI kallar för Mynnar i Falmarksträsket. Medelhöjden är 50 meter över havet och ytan är 6,33 kvadratkilometer. Räknas de 4 avrinningsområdena uppströms in blir den ackumulerade arean 25,14 kvadratkilometer. Noret som avvattnar avrinningsområdet har biflödesordning 2, vilket innebär att vattnet flödar genom totalt 2 vattendrag innan det når havet efter 18 kilometer. Avrinningsområdet består mestadels av skog (60 procent) och jordbruk (20 procent). Avrinningsområdet har 0,46 kvadratkilometer vattenytor vilket ger det en sjöprocent på 7,3 procent.